# Беллона (фрегат, 1830)
Белло́на — парусный фрегат Российского Императорского флота, тип «Спешный». Относился к рангу 44-пушечных фрегатов, хотя имел 54 орудия. Заложен 21 ноября 1829 года на Охтенской верфи. Строитель В. Ф. Стоке. Спущен на воду 16 мая 1830 года, вошёл в состав Балтийского флота.

## Основные характеристики
- Водоизмещение = около 1950 тонн[1];
- Длина по верхней палубе = 48,6 м[1];
- Ширина по мидель-шпангоуту = 12,7 м[1];
- Осадка = 3,9 м[1];
- Арт. вооружение = 54 ор[1]. (24-фн — по штату[3]);
- Экипаж = 340/430 человек[1][2].

## Служба
- В 1830—1834 находился в практических плаваниях в Финском заливе и Балтийском море.
- В 1835 в составе отряда изучал подходы к портам и места якорных стоянок Балтийского моря.
- В 1836 в составе отряда контр-адмирала Ф. П. Литке находился в плавании в Балтийском море для практики генерал-адмирала великого князя Константина Николаевича.
- В 1837 году переоборудован в магазин[1][2].

## Командиры
- А. Н. Колюбакин (1830—1831);
- граф Л. Л. Гейден[4] (1832—1834);
- С. И. Мофет (1835—1836)[2].